# Michael Andrews (pintor)
Michael Andrews (Norwich, 30 de octubre de 1928-Londres, 19 de julio de 1995) fue un pintor inglés.

## Biografía
Nació en Norwich, condado de Norfolk, Inglaterra. Fue el segundo hijo de Thomas Victor Andrews y Gertrude Emma Green. Cumplió con el servicio militar entre 1947 y 1949, y pasó en Egipto diecinueve de esos meses. De 1949 a 1953 estudió en la Slade School of Fine Art bajo la supervisión de William Coldstream, Lucian Freud, William Townsend y Lawrence Gowing. Entre sus compañeros de estudio estuvieron Victor Willing, Keith Sutton, Diana Cumming, Euan Uglow y Craigie Aitchison. En 1953 pasó seis meses en Italia gracias a una beca. 
A partir de 1958 dictó clases en Slade y en la condado. Entre febrero de 1958 y junio de 1960 fue consejero del Digswell Arts Trust, y durante un tiempo compartió un estudio con Patrick Swift. En 1959 su pintura A Man Who Suddenly Fell Over fue adquirida por la Tate. 
Durante los años 1960 realizó varios trabajos inspirados en la interacción de grupos sociales en fiestas y reuniones. En la primera mitad de los años 1970 trabajó en una serie de siete cuadros titulada Lights (en español: Luces). Hacia el final de su vida se dedicó a paisajes y escenas británicos.
En 1981 se trasladó al pueblo de Saxlingham Nethergate en su condado natal de Norfolk. Fue miembro del Norwich Twenty Grup. Con motivo de la celebración en 1982 de los 1150 años de este pueblo pintó Sax AD 832. La pintura fue subastada en Christie's de Londres el 20 de junio de 2007 y vendida en 692.000 libras esterlinas. 
Sus exposiciones más importantes fueron realizadas en el Arts Council of Great Britain en 1981 y en la Tate Britain en 2001.
Interpretó a un sordomudo en la película Together de Lorenza Mazzetti, al lado del escultor escocés Eduardo Paolozzi.
En 1994 fue operado de cáncer. Falleció en Londres el 19 de julio de 1995 y está enterrado en Glenartney, en Perthshire.